# Солёврский договор
Солёврское перемирие 13 сентября 1475 — франко-бургундский договор, завершивший войну 1471—1475 годов. Последнее соглашение между Людовиком XI и Карлом Смелым.
Заключив с Эдуардом IV договор в Пикиньи, Людовик XI направился в Вервен, близ Лана, на границе с Эно. Бургундские представители во главе с канцлером прибыли в Авен. По словам Филиппа де Коммина, король, находившийся под впечатлением от военных сил англичан, желал окончательного примирения с бургундцами, дабы разъединить своих противников.
Встреча короля и канцлера Бургундии состоялась на мосту на полпути между Авеном и Вервеном, а основные переговоры происходили в Вервене, где французов возглавляли Танги дю Шатель и канцлер Франции Пьер д’Ориоль. Обе стороны выдвинули столько претензий, что заключение полноценного мира не представлялось возможным, и тогда король принял бургундцев у себя, в присутствии Филиппа де Коммина, адмирала Бурбона и сеньора де Бушажа. Было решено заключить девятилетнее перемирие на условиях восстановления status quo.

Но послы умоляли короля пока не оглашать условий перемирия, чтобы спасти честь герцога, который поклялся не заключать его до тех пор, пока не пройдет некоторое время после отъезда короля Английского из этого королевства, и чтобы не казалось, что он признал договор о перемирии, заключенный Английским королем.— Филипп де Коммин. Мемуары, с. 155
В договоре не упоминались ни Сигизмунд Австрийский, ни союз городов Нижнего Эльзаса. За герцогом Лотарингским и швейцарцами оставалось право присоединиться к этому соглашению, но король Франции обязался перестать их поддерживать против Бургундии. Таким образом, Людовик покидал своих союзников, выйдя из войны, для того чтобы покончить с феодальной оппозицией. Ему удалось настроить герцога Бургундского против коннетабля Сен-Поля, и на окончательных переговорах в Солёвре в Пикардии участь изменника была решена. Люксембург покинул Сен-Кантен, надеясь укрыться во владениях Карла Смелого, но герцог отозвал выданную ему охранную грамоту. Взамен Людовик пообещал бургундцу Сен-Кантен, Ам и Боэн, все имущество коннетабля на бургундской территории и всю его недвижимость, где бы та ни находилась. Брошенный своими сторонниками, Люксембург был арестован адмиралом Бурбоном, и 19 декабря обезглавлен в Париже.
К Бургундии отошли город и бальяж Сен-Кантен, с шателениями и сеньориями Марль, Жерси, Монкорне, Сен-Гобен и Арди.
Эдуард IV, узнав о переговорах с бургундцами, направил в Вервен своего представителя Томаса Монтгомери с предложением военной помощи в случае продолжения войны. Он был готов снарядить новую экспедицию на континент, если французский король возместит убытки от сокращения пошлин на шерсть в Кале (шерсть поставлялась во владения герцога Бургундского) и оплатит содержание половины английской армии.

Король выразил безмерную признательность королю Английскому, подарил мессиру Томасу кое-что из посуды, но предложение о совместном ведении войны отклонил, сказав, что перемирие уже согласовано и что оно то же самое, какое заключили и они, два короля, и на тот же срок — в девять лет, но что герцог пожелал иметь особую грамоту; он извинялся, как только мог, чтобы успокоить посла, который уехал назад вместе с теми, что оставались у нас заложниками.— Филипп де Коммин. Мемуары, с. 155—156
Перемирие позволило Людовику подавить феодальную оппозицию. 29 сентября в Санлисе он заключил мир с Франциском II Бретонским, пообещавшим королю Франции поддержку против всех его врагов. Избавившись от английской, бургундской и внутренней угрозы, Людовик мог наблюдать за развитием событий в войне Карла Смелого со швейцарцами, эльзасцами и Лотарингией. Солёврский договор был нарушен Францией уже в январе 1477, после гибели герцога Бургундского в битве при Нанси.